# Стільник (геометрія)

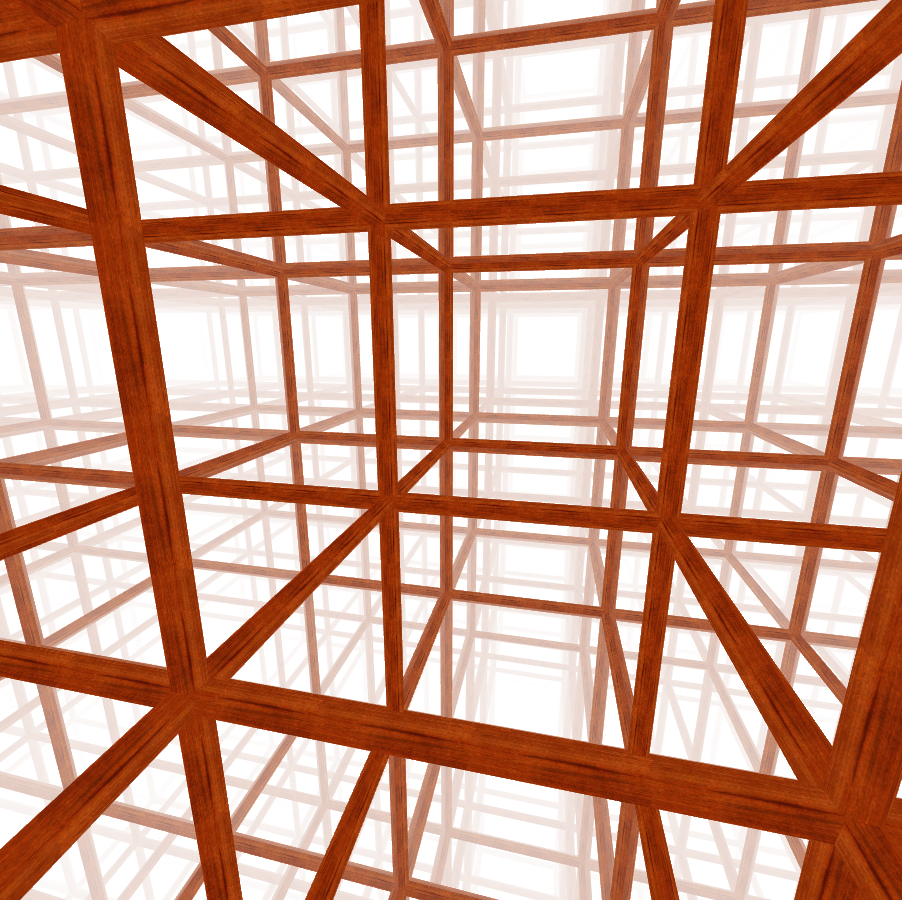
Кубічний стільник

В геометрії стільник — це заповнення простору многогранниками, що не перетинаються, при якому не залишається незаповненого простору. Це узагальнення математичного поняття мозаїка або паркет на будь-яку розмірність.
Стільники зазвичай розглядаються у звичайному евклідовому (плоскому) просторі. Їх можна також побудувати в неевклідових просторах, наприклад, гіперболічний стільник. Будь-який скінченний однорідний многогранник можна спроєктувати на його описану сферу, що дасть однорідний стільник у сферичному просторі.

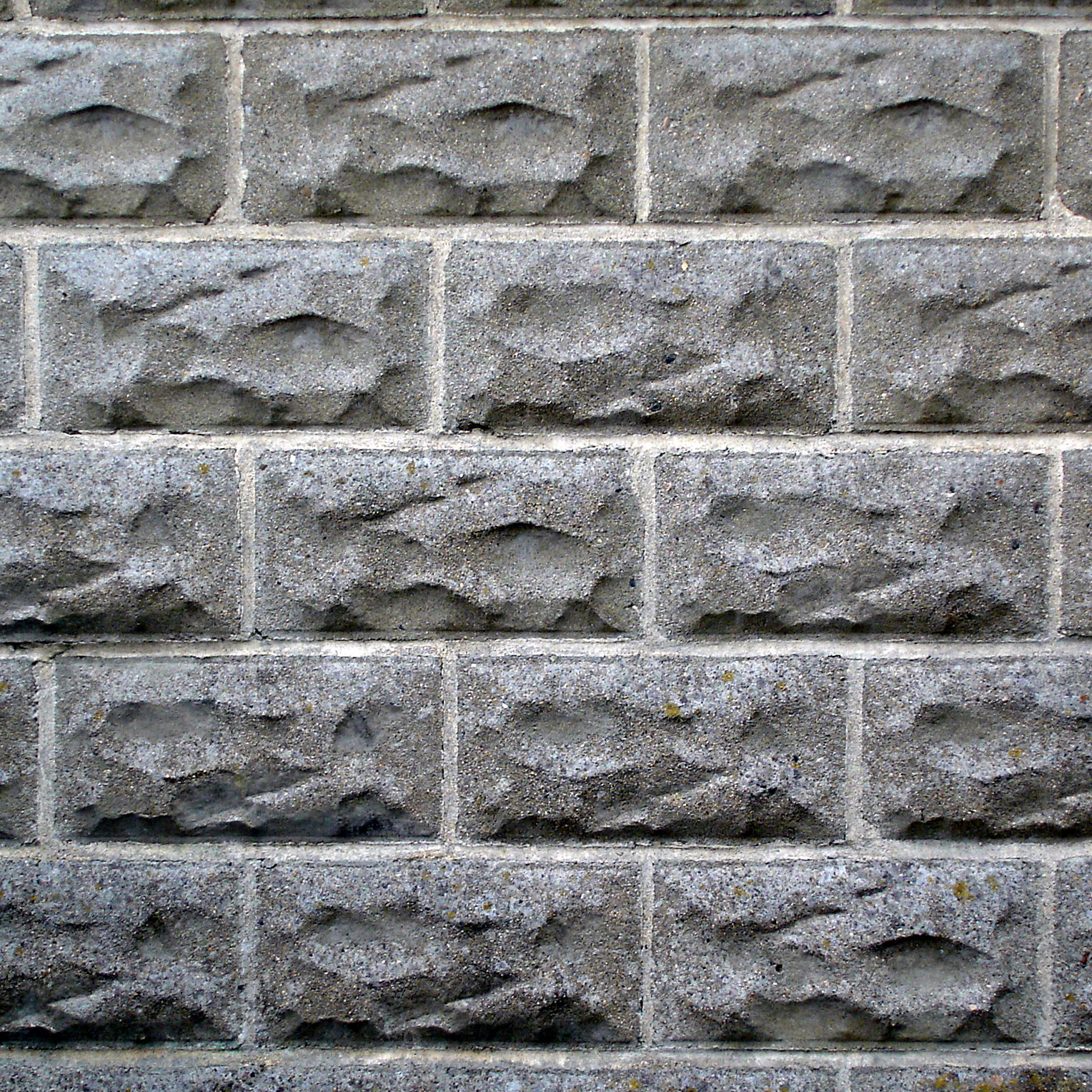
Можна заповнити простір багатокутниками, які не мають спільних вершин, наприклад, шляхом цегляного вкладання. Таке вкладання не є правильною мозаїкою, оскільки кути лежать на сторонах сусіднього багатокутника. Також і в правильному стільнику, не повинно бути ребер або вершин, що лежать всередині (або частково на) грані. Зауважимо, що якщо ми інтерпретуємо кожну цеглину як шестикутник, що має внутрішній кут 180 градусів, ми можемо прийняти таку укладку як правильну мозаїку. Однак не всі геометри приймають такі шестикутники.

## Класифікація
Існує нескінченно багато стільників і вони можуть бути класифіковані лише частково. Найбільш правильні мозаїки отримують найбільший інтерес, хоча багатий і широкий набір інших мозаїк відкривається знову і знову.
Найпростіші стільники формуються з шарів призм, побудованих з паркетів на площині. Зокрема, копії будь-якого паралелепіпеда можуть заповнити простір, при цьому кубічний стільник є спеціальним випадком, оскільки тільки він утворює правильний стільник у звичайному (евклідовому) просторі. Іншим цікавим прикладом є тетраедр Гілла і його узагальнення, які також утворюють мозаїку в просторі.

### Однорідний тривимірний стільник
Тривимірний однорідний стільник — це стільник у тривимірному просторі, складений з однорідних многогранників, що мають однакові вершини (тобто група ізометрій тривимірного простору, що зберігає мозаїку, є транзитивною на вершинах). Існує 28 прикладів опуклих мозаїк у тривимірному евклідовому просторі, званих також архімедовими стільниками.
Стільник називають правильним, якщо група ізометрій, що зберігає мозаїку, діє транзитивно на прапори, де прапор — це вершина, яка лежить на ребрі, яке належить грані (всі разом). Будь-який правильний стільник є автоматично однорідним. Однак існує всього один вид правильних стільників у тривимірному евклідовому просторі — кубічний стільник. Двоє стільників є квазіправильними (зробленими з двох типів правильних комірок):
| Тип     | Кубічний стільник | Квазіправильний стільник   |
| Комірки | Кубічні           | Октаедричні і тетраедричні |
| ------- | ----------------- | -------------------------- |
| Шар     |                   |                            |

Тетраедрично-октаедричний стільник і повернутий тетраедрично-октаедричний стільник складаються з шарів, утворених 3-ма або 2-ма положеннями тетраедрів і октаедрів. Нескінченне число унікальних стільників можна отримати шляхом різного чергування цих шарів.

### Многогранники, що заповнюють простір
Про тривимірний стільник, всі комірки якого ідентичні, включно з симетрією, кажуть як про комірково-транзитивний або ізохорний. Про комірку такого стільника кажуть як про многогранник, що заповнює простір.
Тільки п'ять многогранників, що заповнюють простір, можуть заповнити 3-мірний евклідів простір з використанням тільки паралельного перенесення. Їх називають параллелогранниками:
1. Кубічний стільник (або варіації: прямокутний паралелепіпед, ромбічний шестигранник або паралелепіпед);
2. Шестикутний призматичний стільник[en][3];
3. Ромбододекаедричний стільник[en];
4. Подовжений додекаедричний стільник[en][4];
5. Стільник з глибокозрізаних кубів[en][5].

| Кубічний стільник  | Шестикутний призматичний стільник | Ромбододекаедричний стільник | Подовжений ромбододекаедричний стільник | Стільник з глибокозрізаних кубів |
| Куб(паралелепіпед) | Шестикутна призма                 | Ромбододекаедр               | Подовжений додекаедр[en]                | Зрізаний октаедр                 |
|                    |                                   |                              |                                         |                                  |
| 3 довжини ребер    | 3+1 довжини ребер                 | 4 довжини ребер              | 4+1 довжин ребер                        | 6 довжин ребер                   |

Інші відомі приклади:
- Трикутний призматичний стільник[ru].
- Однорідний повернутий трикутний призматичний стільник
- Зрізаний триакістетраедричний стільник[en]. Комірки мозаїки Вороного атомів вуглецю в алмазі мають такий вигляд[6].
- Трапецеїдально-ромбічний додекаедричний стільник[en][7].
- Прості ізоедричні мозаїки[8].

### Інші стільники з двома і більше многогранниками
Іноді два і більше різних многогранники можна скомбінувати, щоб заповнити простір. Добре відомим прикладом слугує структура Вейра — Фелана, запозичена зі структури кристалів клатратного гідрату .
Структура Вейра — -Фелана (з двома типами комірок)

### Неопуклі тривимірні стільники
- Неопуклі комірки, впаковані без накладання, аналогічно мозаїкам з увігнутих багатокутників. Вони включають пакування[en] малих зірчастих ромбічних додекаедрів, як в кубі Йошімото[en].
- Мозаїки з накладенням комірок, за якого додатні і від'ємні щільності «знищуються» з утворенням однорідного за щільністю континууму, аналогічно мозаїкам з накладенням на площині.

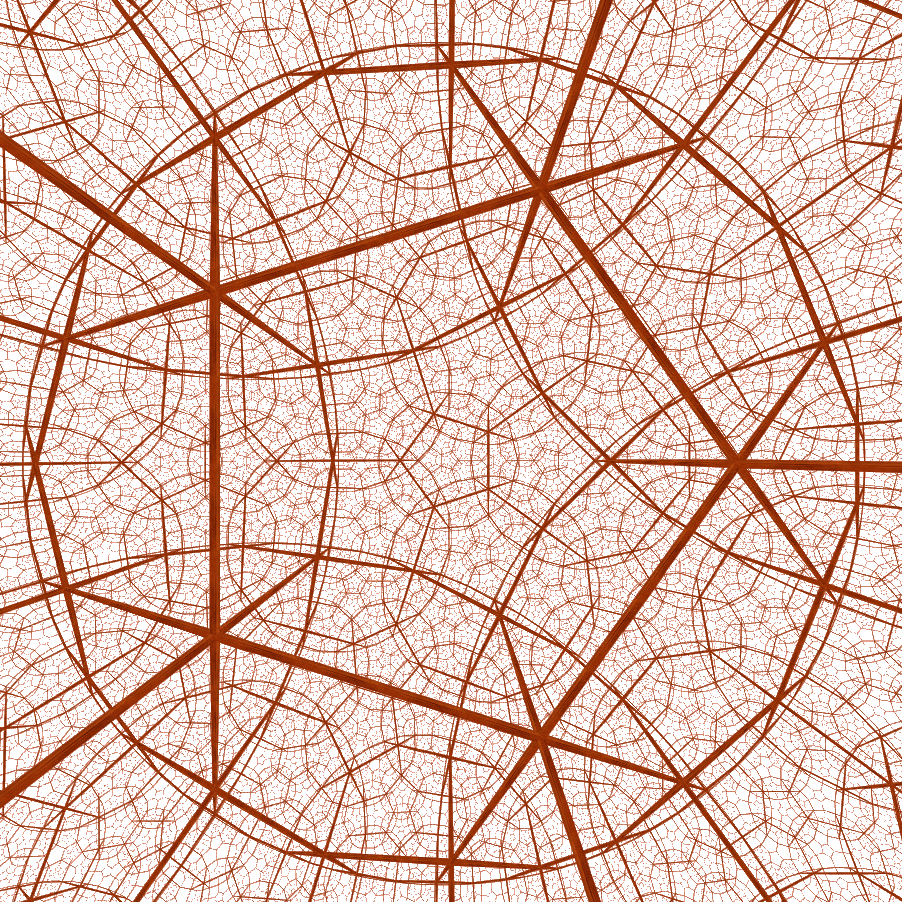
Гіперболічний малий додекаедричний стільник у гіперболічному просторі

### Гіперболічні стільники
У тривимірному гіперболічному просторі двогранний кут многогранника залежить від розміру многогранника. Правильні гіперболічні стільники включають два види з чотирма або п'ятьма додекаедрами, які мають спільні ребра. Їхні двогранні кути тоді будуть π/2 2π/5, обидва менші, ніж у евклідового додекаедра. За винятком цього ефекту гіперболічні стільники відповідають тим самим вимогам, що й евклідові стільники і многогранники.
Досліджено 4 види компактних правильних гіперболічних стільників і багато однорідних гіперболічних стільників.

## Двоїстість стільників у тривимірному просторі
Для будь-якого стільника є двоїсті стільники, які можуть бути отримані обміном:
- комірок на вершини;
- граней на ребра.

Для правильних стільників:
- Кубічний стільник самодвоїстий.
- Стільники, що складаються з октаэдрів і тетраедрів, двоїсті стільникам з ромбічних додекаедрів.
- Шаруваті стільники, отримані з однорідних плоских мозаїк, двоїсті таким самим, отриманим з двоїстих мозаїк.
- Двоїсті стільники до інших архімедових стільників є комірко-транзитивними і описані в статті Інчбальда[11].

## Самодвоїсті стільники
Стільники можуть бути самодвоїстими. Всі n-вимірні гіперкубічні стільники з символами Шлефлі {4,3n-2,4} самодвоїсті.